# 녹옥수

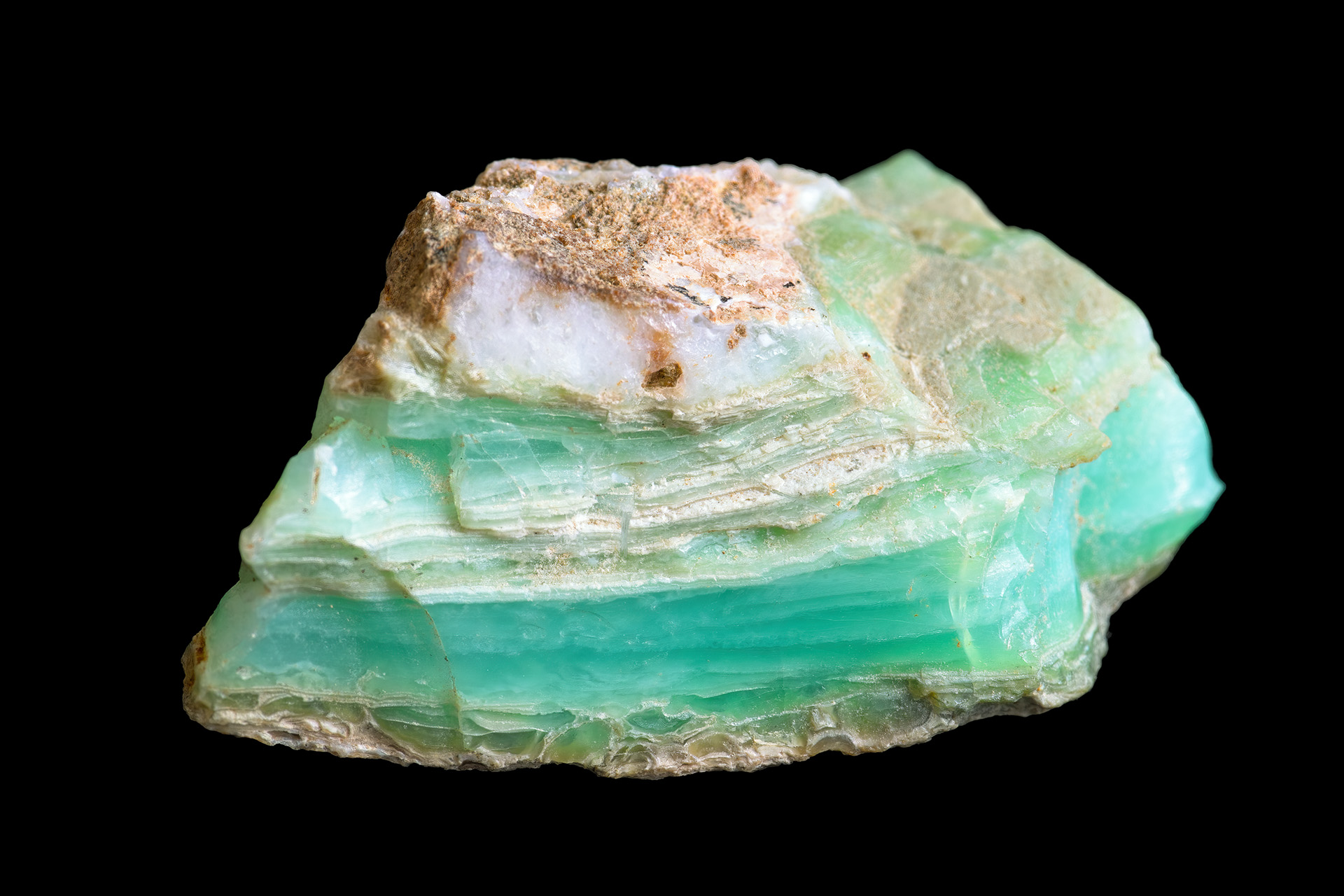
폴란드에서 채취된 녹옥수 결정

녹옥수(綠玉髓, chrysoprase)는 석영의 은정질 형태인 옥수(玉髓) 중 소량의 니켈을 포함하는 보석이다. 색은 주로 밝은 녹황색이나, 짙은 녹색을 띄기도 한다. 녹옥수 중 색깔이 짙은 것은 프레이스(prase)라고 한다. (녹니석을 포함하는 석영인 녹석영(綠石英)도 prase라 하며, 특정한 광물보다는 색을 분류하는 명칭에 가깝다)
녹옥수는 은정질(隱晶質)이며, 이는 즉 이를 구성하는 미세결정이 일반적인 배율에서는 식별이 불가능하다는 의미이다. 이는 수정원석, 자수정, 황수정 같은 다른 대체적으로 투명하고 쉽게 식별되는 육면체 결정으로 구성된 석영결정과 구분된다. 다른 석영의 은정질 종류로는 마노, 홍옥수, 오닉스가 있다. 다수 불투명 석영광물과는 달리, 녹옥수의 가치는 그 무늬가 아닌 색깔에 있다. 녹옥수(chrysoprase)라는 이름은 그리스어로 금이라는 뜻의 크리소스(χρυσός)와 초록이라는 뜻의 프레시논(πράσινον)에서 유래되었다.
크로뮴을 함유하여 녹색을 띄는 에메랄드와는 달리, 녹옥수의 색은 작은 포유물의 형태로 분산되어 있는 소량의 니켈 화합물에서 온다. 이 니켈은 케롤라이트나 피멜라이트 같은 규산으로 나타난다. 사문암, 초염기성 오피오라이트가 라테라이트화 혹은 풍화된 결과로 녹옥수가 생겨난다. 호주 지역의 저질(底質)에서는 철과 석영에 덮인 마그네사이트가 풍부한 부식암석 속의 산화석, 산화철에 녹옥수 광맥이나 단괴가 생성되기도 한다.
옥수와 마찬가지로, 녹옥수의 밀도는 모오스경도 6-7 정도이며, 부싯돌처럼 조가비 모양의 균열이 있다.
녹옥수의 주요 생산지로는 퀸즈랜드와 서호주, 독일, 폴란드, 러시아, 미국의 애리조나, 캘리포니아, 그리고 브라질이 있다.
녹옥수와 흡사한 광물로 크롬옥수(chrome chalcedony)가 있으며, 이 경우 녹색은 니켈이 아니라 크로뮴에서 온다.

## 같이 보기
- 옥수